# Мамбетов, Болот Мамбетович
Болот Мамбетович Мамбетов (кирг. Болот Мамбет уулу Мамбетов; 24 апреля (7 мая) 1907, с. Кольцовка, Пржевальский уезд, Семиреченская область, Туркестанский край, Российская империя — 2 марта 1990, Москва, СССР) — советский киргизский партийный и государственный деятель. Председатель Совета министров Киргизской ССР (1961—1968).

## Биография
Родился в состоятельной семье, из рода бугу-кыдык-суксур-шаабото.

### Образование
В 1935 году окончил окончил Московский институт инженеров водного транспорта по специальности «инженер-гидротехник».
В 1953 защитил диссертацию на соискание учёной степени кандидата экономических наук.

### Трудовая деятельность
В 1935—1937 годах — инженер Джеты-Огузского райводхоза Иссык-Кульской области.
В 1937—1940 годах — начальник Аравско-Буринского ирригационного управления в г. Ош Киргизской ССР.
В 1940—1941 годах — секретарь ЦК КП(б) Киргизии.
В 1942—1945 годах — заместитель секретаря ЦК КП(б) Киргизии.
В 1945—1951 годах — первый секретарь Фрунзенского обкома ВКП(б).
В 1951—1953 годах — слушатель курсов переподготовки при ЦК ВКП(б).
В 1953—1954 годах — директор Института водного хозяйства и энергетики Киргизского филиала АН СССР.
В 1954—1961 годах — министр водного хозяйства Киргизской ССР.
В 1961—1968 годах — Председатель Совета Министров Киргизской ССР.
Член ВКП(б) с 1929 года. Кандидат в члены ЦК КПСС в 1961—1971 годах. Депутат Верховного Совета СССР 6 созыва.
С января 1968 года — персональный пенсионер союзного значения.
Умер 2 марта 1990 в Москве. Похоронен на Новокунцевском кладбище.

## Награды и звания
- Награждён тремя орденами Ленина, орденом Красной Звезды, тремя орденами Трудового Красного Знамени.
- Герой Кыргызской Республики (28 августа 2024, посмертно) — за выдающиеся заслуги перед государством и народом Кыргызстана[2].